# Pérenchies
Pérenchies település Franciaországban, Nord megyében. Lakosainak száma 8487 fő (2022. január 1.). Pérenchies Verlinghem, Frelinghien, Houplines, Lille, Lompret, Prémesques és Capinghem községekkel határos.

## Népesség
A település népességének változása:
| Lakosok száma | 8275 | 8307 | 8409 | 8424 | 8413 | 8542 | 8584 | 8519 | 8487 |
|               | 2013 | 2015 | 2016 | 2017 | 2018 | 2019 | 2020 | 2021 | 2022 |